# Carlos Luiz de Saules
Carlos Luiz de Saules (Rio de Janeiro, 2 de dezembro de 1824 – 4 de novembro de 1880) foi um médico brasileiro.
Doutorado pela Faculdade de Medicina do Rio de Janeiro em 1848, defendendo a tese “Considerações sobre a ambayba e sua aplicação à cura do cancro”. Foi eleito membro da Academia Nacional de Medicina em 1859, com o número acadêmico 78, na presidência de Antonio da Costa.